# Suzuki Ichirō
Suzuki Ichirō (鈴木　一郎 (Linh Mộc Nhất Lãng) /ˈiːtʃɪroʊ suːˈzuːki/) thường được gọi với tên Ichirō (イチロー) (sinh ngày 22 tháng 10 năm 1973) là một cầu thủ bóng chày Nhật Bản chơi cho đội Orix Blue Wave từ 1992 đến 2000, Seattle Mariners từ 2001 đến 2012 và từ 2018 đến ngày 21 tháng 3 năm 2019, New York Yankees từ 2012 đến 2014 và Miami Marlins từ 2015 đến 2017, trước khi quay về thi đấu cho Mariners mùa giải 2018 và giải nghệ vào đầu mùa giải 2019. 
Là cầu thủ người Nhật Bản chơi vị trí không phải giao bóng đầu tiên chuyển tới thi đấu tại Major League Baseball, Ichirō gây bất ngờ với lối đập bóng vô cùng khoa học và trở thành một trong những cầu thủ xuất sắc nhất tại MLB trong thập niên 2000. Anh đạt kỉ lục về số hit trong một mùa tại cả MLB (262 lần, năm 2004) và NPB (210 lần, năm 1994) trước khi kỉ lục tại NPB bị Matt Murton phá vỡ vào năm 2010. Ichirō cũng là cầu thủ thứ 30 tại MLB đạt mốc 3000 hit trong sự nghiệp, cũng như vượt qua vua hit Pete Rose (4.256) về số hit trong sự nghiệp (4.367), nếu bao gồm số trong giai đoạn đầu sự nghiệp của anh tại NPB.
Vào năm 2025, Ichiro được vinh danh tại sảnh danh vọng bóng chày Hoa Kỳ tại năm đầu tiên đủ điều kiện, với tỉ lệ phiếu đồng ý là 99,7%, đứng thứ 2 lịch sử, ngang với Derek Jeter.
Anh kết hôn với Fukushima Yumiko, biên tập viên đài TBS. 